# Maison de Spinoza

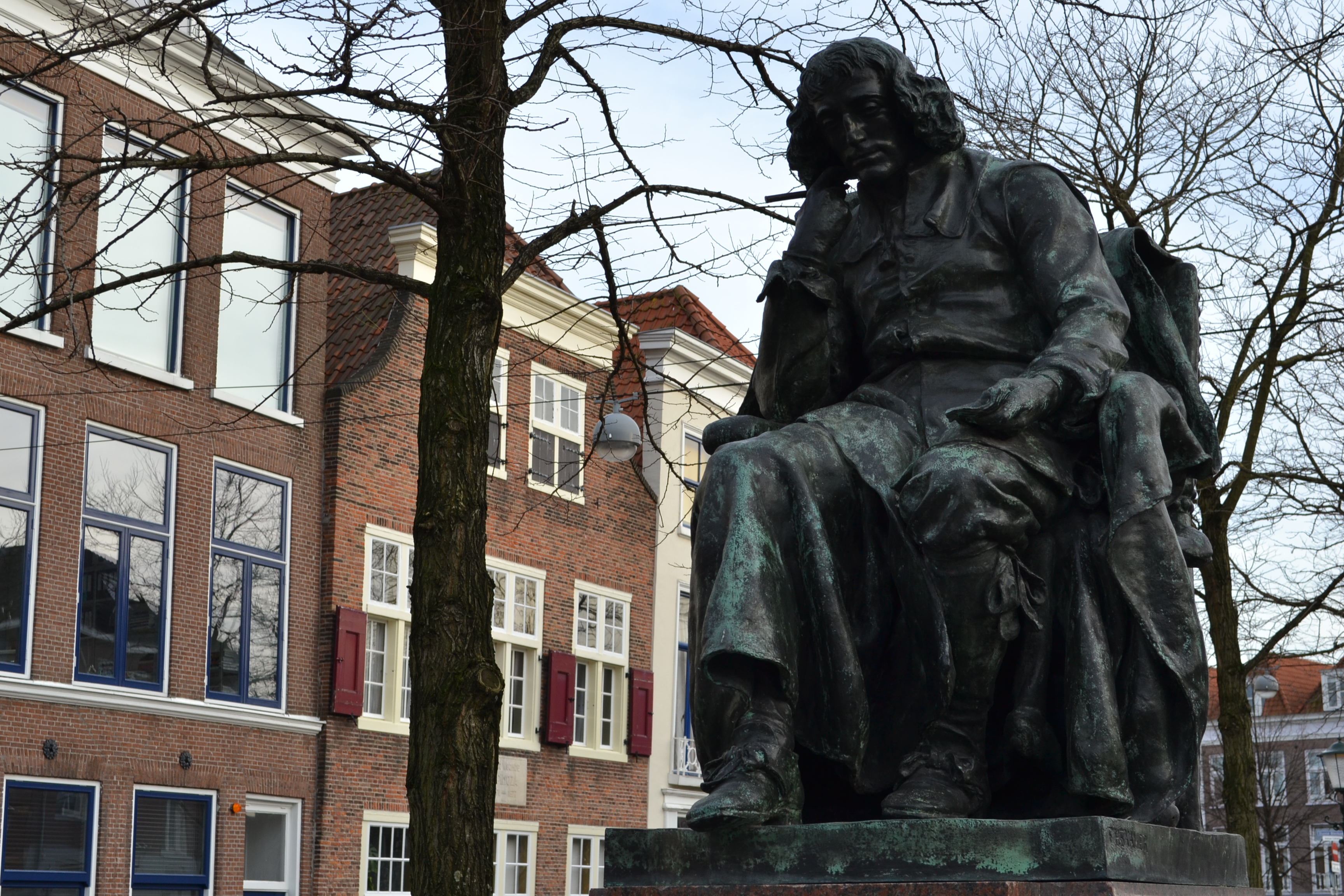
La statue devant la maison

La Maison de Spinoza ou Spinozahuis est un bâtiment situé au centre de La Haye aux Pays-Bas. Elle a été construite comme une résidence par le peintre Jan van Goyen en 1646 et, après sa mort en 1657, elle est revenue à Havik Steen, le père du peintre Jan Steen.
En 1669, le peintre Hendrik van der Spijck acheta la maison. Il loua un appartement au philosophe Baruch Spinoza (1632-1677), qui y vécut de 1671 jusqu'à sa mort, où il acheva son importante Ethique.

## Affectation
La maison est restée en possession de la famille van Spijk jusqu'en 1753, après quoi elle a eu de nombreux propriétaires. En 1926, elle est rachetée par le chercheur spécialisé sur Spinoza Carl Gebhardt afin d'y fonder la Sociëtas Spinozana. Aujourd'hui, la Vereniging het Spinozahuis dispose d'une bibliothèque et d'une salle de lecture dans la maison.
Une plaque commémorative sur la façade commémore le philosophe, et il y a aussi une statue de lui près de la maison sur la bande verte de Paviljoensgracht.
Le bâtiment est classé monument national. Des documents sur la maison de 1945 à 1952 se trouvent dans les archives du Département d'archéologie et de conservation de la nature aux Archives nationales du ministère de l'Education et de la Culture.